# روزنه‌ای به سپیده (مجموعه تلویزیونی)
روزنه‌ای به سپیده یک مجموعه تلویزیونی محصول سال ۱۳۷۰–۱۳۶۹ به کارگردانی حسین قاسمی جامی، تهیه کنندگی حسن بنی طبا و نویسندگی علی‌اکبر قاضی‌نظام می‌باشد که از شبکه دو پخش شد.

## بازیگران
- سیدجواد هاشمی[۳]
- گیتی معینی
- حسین گلی ممقانی
- سیدجلال طباطبائی
- عطاالله سلمانیان
- ناهید ظفر
- محمدهادی قمیشی[۴]
- فاطمه دانش زاد[۵]

## سایر عوامل تولید
- طراح صحنه و لباس: محمدهادی قمیشی[۶]
- فیلمبردار: بهرام بدخشانی